# Canton de Créteil
Le canton de Créteil est une ancienne division administrative française située dans le département du Val-de-Marne et la région Île-de-France.
Il a été supprimé en 1976, afin de permettre la création des cantons de Créteil-Nord et de Créteil-Sud.

## Histoire
Lors de la mise en place du département du Val-de-Marne est créé par le décret du 20 juillet 1967 le canton de Créteil, qui concerne la totalité de la commune de Créteil.
Ce canton est supprimé par le décret du 20 janvier 1976, qui crée à sa place les cantons de Créteil-Nord et de Créteil-Sud.

## Représentation
| Période | Période | Identité                | Étiquette | Qualité                                                 |
| ------- | ------- | ----------------------- | --------- | ------------------------------------------------------- |
| 1967    | 1976    | René Renaud (1918-1993) | UDR       | Premier maire-adjoint au Maire de Créteil (1970 → 1976) |

## Composition
Le canton était composé de la totalité de la commune de Créteil